# Conirostrum binghami
A Conirostrum binghami a madarak osztályának verébalakúak (Passeriformes) rendjébe és a tangarafélék (Thraupidae) családjába tartozó faj.

## Rendszerezése
Eredetileg Philip Lutley Sclater írta le 1860-ban az Oreomanes nembe egyetlen fajként, Oreomanes fraseri néven. Egyes szervezetek jelenleg is ide sorolják. Amikor áthelyezték a Conirostrum nembe, ahol már szerepelt egy alfaj Conirostrum cinereum fraseri néven, ezért át kellett nevezni, új tudományos faji nevét Frank Chapman amerikai ornitológus vezette be 1919-ben, Hiram Bingham történész, politikusról. Szerepelt Oreomanes binghami néven is.

## Előfordulása
Az Andokban, Argentína, Bolívia, Chile, Ecuador, Kolumbia és Peru területén honos. Természetes élőhelyei a szubtrópusi és trópusi hegyi esőerdők. Állandó, nem vonuló faj.

## Megjelenése
Testhossza 13 centiméter.

## Természetvédelmi helyzete
Az elterjedési területe rendkívül nagy, de az élőhely vesztés és a széttagoltsága miatt csökken, egyedszáma szintén csökken. A Természetvédelmi Világszövetség Vörös listáján mérsékelten fenyegetett fajként szerepel.